# Kormoran oliwkowy
Kormoran oliwkowy (Nannopterum brasilianum) – gatunek dużego ptaka z rodziny kormoranów (Phalacrocoracidae), zamieszkujący Amerykę Północną (od południa Stanów Zjednoczonych na południe) i Południową. Nie jest zagrożony.

## Systematyka i zasięg występowania
Gatunek umieszczany jest przez niektórych systematyków w rodzajach Hypoleucos lub Phalacrocorax. Wyróżnia się dwa podgatunki N. brasilianum:
- N. b. mexicanum (J.F. Brandt, 1837) – południowe USA (południowa Arizona do Luizjany) do Nikaragui, Bahamy i Kuba
- N. b. brasilianum (J.F. Gmelin, 1789) – Ameryka Centralna i Południowa – od Kostaryki do Ziemi Ognistej

## Morfologia
Wygląd zewnętrznyKormoran oliwkowy jest cały czarny, poza dziobem. Dłuższe skrzydła są jednak bardziej szare od reszty ciała.
RozmiaryDługość ciała 58–73 cm, rozpiętość skrzydeł około 101 cm. Masa ciała samca od 1,1 do 1,5 kg, samicy od 1 do 1,4 kg.

## Ekologia i zachowanie
ŚrodowiskoZbiorniki wodne obfitujące w ryby.
PożywienieGłównie ryby, które zdobywa nurkując.
RozródZakłada gniazdo w małych koloniach. Buduje je najczęściej kilka metrów nad ziemią (lub wodą) w krzewach lub na drzewach. Samica kormorana oliwkowego składa zwykle trzy jaja, jednak średnia arytmetyczna liczba wylęgniętych ptaków to mniej niż dwa.

## Status
IUCN uznaje kormorana oliwkowego za gatunek najmniejszej troski (LC, Least Concern) nieprzerwanie od 1988 roku. Liczebność światowej populacji szacuje się na około 2 miliony osobników. BirdLife International uznaje globalny trend liczebności za wzrostowy, choć trendy liczebności niektórych populacji nie są znane.